# Cortiçol-de-lichtenstein
O cortiçol-de-lichtenstein (Pterocles lichtensteinii), por vezes também designado cortiçol-pedrês, é uma espécie de ave da família Pteroclidae.
Pode ser encontrada nos seguintes países: Afeganistão, Argélia, Chade, Djibouti, Egipto, Eritreia, Etiópia, Irão, Iraque, Israel, Jordânia, Quénia, Líbia, Mali, Mauritânia, Marrocos, Níger, Omã, Paquistão, Arábia Saudita, Senegal, Somália, Sudão, Uganda, Emirados Árabes Unidos e Iémen.